# Bathyphantes approximatus
Bathyphantes approximatus – gatunek pająka z rodziny osnuwikowatych. Zamieszkuje Europę i palearktyczną Azję.

## Taksonomia
Gatunek ten opisany został po raz pierwszy w 1871 roku przez Octaviusa Pickarda-Cambridge’a na łamach „Transactions of the Linnean Society of London” pod nazwą Linyphia approximata. Do rodzaju Bathyphantes przeniósł go Eugène Simon w 1884 roku. Jerzy Prószyński i Wojciech Staręga w 1971 roku proponowali przeniesienie go do rodzaju Kaestneria, jednak krok ten nie został przyjęty przez późniejszych autorów.

## Morfologia
Samce osiągają od 2 do 3 mm, a samice od 2 do 3,5 mm długości ciała. Prosoma ma brązowy z przyciemnionymi krawędziami karapaks i czarniawe sternum. Jasnobrązowe szczękoczułki mają bruzdy z trzema ząbkami na krawędzi przedniej i czterema na krawędzi tylnej. Czarna opistosoma (odwłok) najczęściej na grzbietowej stronie ma jasny wzór z poprzecznych pasków lub szewronów.
Nogogłaszczki samca cechują się bulbusem o tworzącym bardzo dużą, wzdłużną względem cymbium pętlę embolusie. Genitalia samicy charakteryzują się płytką płciową o dużym, mniej więcej tak długim jak szerokim trzonku.

## Ekologia i występowanie
Pająk higrofilny, zasiedlający stanowiska mocno wilgotne i zacienione. Znajdowany w olsach, łęgach, trzcinowiskach, na mokradłach i podmokłych łąkach. Osobniki dorosłe są aktywne przez cały rok, najliczniej jednak obserwuje się w maju i czerwcu oraz jesienią.
Gatunek palearktyczny o eurosyberyjskim typie rozsiedlenia. W Europie znany jest z Irlandii, Wielkiej Brytanii, Francji, Belgii, Holandii, Luksemburga, Niemiec, Szwajcarii, Austrii, Włoch, Danii, Szwecji, Norwegii, Finlandii, Estonii, Łotwy, Litwy, Polski, Czech, Słowacji, Węgier, Białorusi, Ukrainy, Rumunii,  Serbii oraz europejskiej części Rosji, w Azji zaś z Gruzji i syberyjskiej części Rosji; na wschód sięga po Syberię Środkową. Miejscami bywa liczny.